# Fjodor Iwanowitsch Tjuttschew

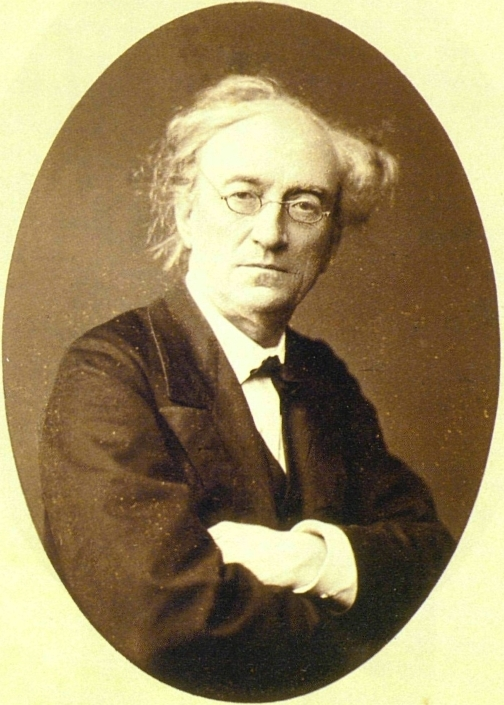
Fjodor Iwanowitsch Tjuttschew. Lithographie von V. A. Brockhaus, 1874

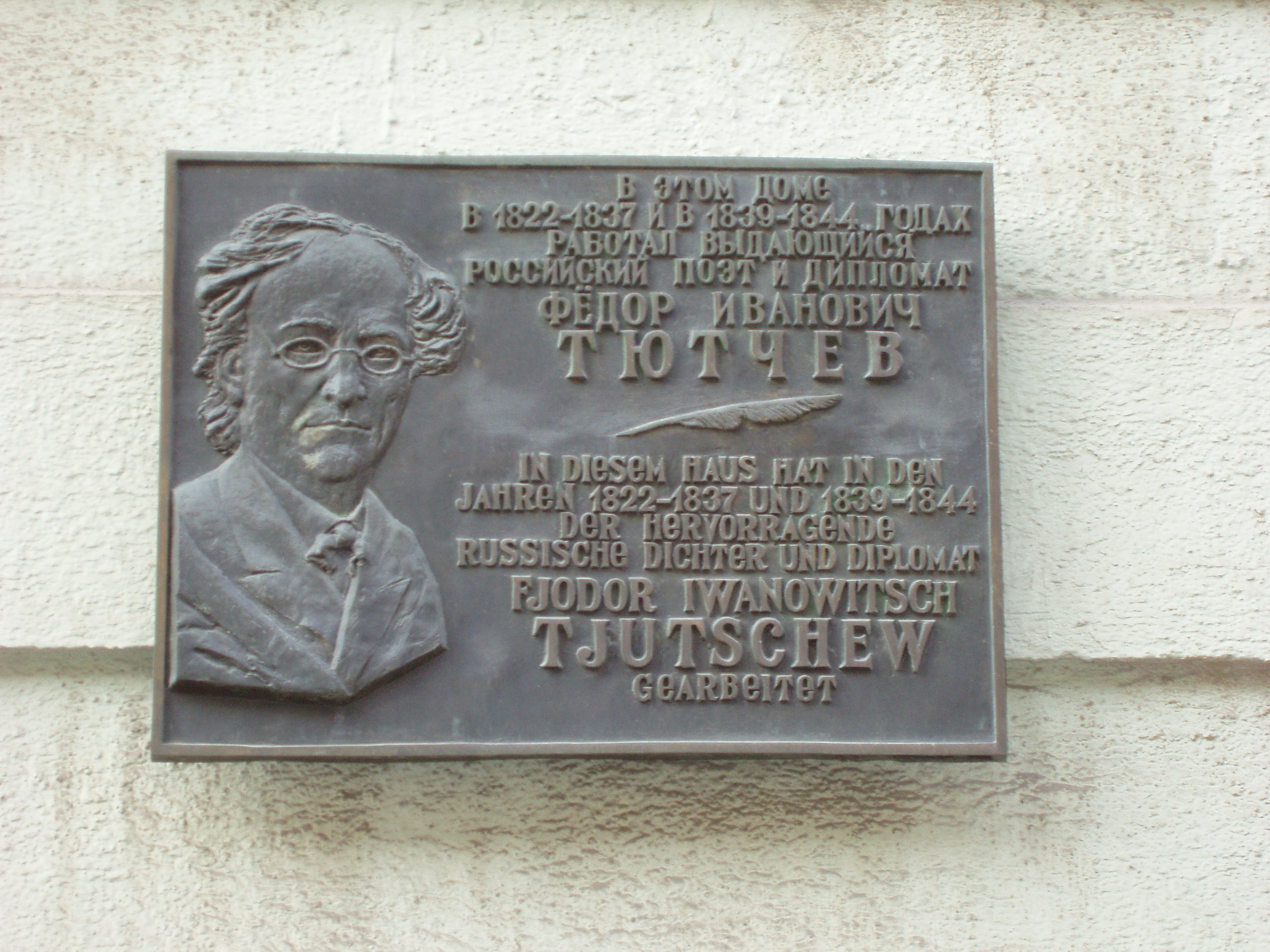
Tjuttschew-Gedenktafel in München

Fjodor Iwanowitsch Tjuttschew (russisch Фёдор Иванович Тютчев, wiss. Transliteration Fëdor Ivanovič Tjutčev, auch ungenau Tjutschew; * 23. Novemberjul. / 5. Dezember 1803greg. in Owstug im Gouvernement Orjol, heute Oblast Brjansk; † 15. Julijul. / 27. Juli 1873greg. in Zarskoje Selo) war ein russischer Dichter und Diplomat.

## Leben
Tjuttschew wuchs auf dem Familiensitz Owstug auf und wurde zu Hause unter Anleitung des Gelehrten Semjon Raitsch (1792–1855) unterrichtet. Im Alter von zwölf Jahren übersetzte er die Oden des Horaz.
Er studierte in Moskau, erhielt 1822 eine Stelle im Außenministerium in Sankt Petersburg, von wo er an die russische Gesandtschaft in München geschickt wurde. Er blieb dort 14 Jahre. In dieser Zeit machte er die Bekanntschaft von Friedrich Schelling und Heinrich Heine. Er verliebte sich unglücklich in Amalie von Lerchenfeld. Ende 1837 bis Mitte 1838 war Tjuttschew als russischer Gesandter in Turin tätig. Seine erste Frau, Eleonore Gräfin von Bothmer (* 1800), die er 1826 geheiratet hatte, starb im Jahr 1838. Mit ihr hatte er drei Töchter, die älteste Tochter Anna heiratete den Schriftsteller Iwan Sergejewitsch Aksakow. 1839 heiratete Tjuttschew in zweiter Ehe Ernestine von Pfeffel, Großnichte des elsässischen Schriftstellers Gottlieb Konrad Pfeffel.
Tjuttschew, der 1835 zum Kammerherrn ernannt worden war, wurde 1844 der Person des Reichskanzlers attachiert und erhielt 1857 das Präsidium des Komitees für auswärtige Zensur in Petersburg übertragen. Diese Position hatte er bis zu seinem Tode inne. Er starb 1873 in Zarskoje Selo und wurde auf dem Nowodewitschi-Friedhof in St. Petersburg begraben.
Seit 1858 war er korrespondierendes Mitglied der Russischen Akademie der Wissenschaften in St. Petersburg.

## Werk
Seine Gedichte, die gesammelt in Petersburg 1868 erschienen, zeichnen sich durch Gedankentiefe, Wärme des Gefühls und Formvollendung aus. Ihre Metrik nimmt viele Innovationen des 20. Jahrhunderts vorweg. Eine Auswahl seiner Gedichte wurde von Heinrich Noë (München 1861), Christoph Ferber, Ludolf Müller (2003, kommentiert) und anderen ins Deutsche übersetzt. Tjuttschew hat sich auch als Übersetzer deutscher Dichter wie Heinrich Heine, Johann Wolfgang von Goethe, Friedrich Schiller und anderer verdient gemacht. Der Symbolismus entdeckte sein Werk neu.
Bekannt geworden ist Tjuttschew durch ein Bonmot, das den angeblichen Nationalcharakter des russischen Volkes beschreibt. Sinngemäß sagte Tjuttschew 1866: „Verstehen kann man Russland nicht, und auch nicht messen mit Verstand. Es hat sein eigenes Gesicht. Nur glauben kann man an das Land.“

## Ehrungen
Am 4. Mai 1999 wurde ein Asteroid nach ihm benannt: (9927) Tyutchev. Zum 200. Geburtstag im Dezember 2003 wurde im Münchner Dichtergarten ein bronzenes Denkmal Tjuttschews vom bayerischen Ministerpräsidenten Edmund Stoiber und dem russischen Außenminister Igor Iwanow enthüllt. Im Jahr 2003 gab Russland eine 2-Rubel-Silberporträtmünze zur 200-Jahr-Feier seiner Geburt heraus. Überdies ist er Namensgeber für die Tjuttschew-Nunatakker in der Antarktis.

## Rezeption
Der russische Religionsphilosoph Nikolai Berdjajew griff auf Gedichte Tjuttschews zurück, um seine Prophetie vom Neuen Mittelalter zu illustrieren, gemäß der die geistigen Prinzipien der Neuzeit erschöpft sind.
Ende Januar 2023 verlas Dmitri Anatoljewitsch Medwedew im russischen Staatsfernsehen zustimmend einen Auszug aus Tjuttschews Brief an Gustav Kolb, den Chefredakteur der Allgemeinen Zeitung, aus dem Jahr 1844. Darin erklärt Tjuttschew die russischen Erfolge und Eroberungen im frühen 19. Jahrhundert als höchst organisch und legitim. Es habe sich um eine immense Wiederherstellung des ursprünglichen Prinzips Russlands gehandelt; dabei seien Anomalien und Untreue beseitigt worden, und das sei auch der Grund, warum Polen untergehen musste.
Björk und Anohni verwendeten eine englische Übersetzung eines Gedichts, "The dull Flame of Desire" für ihr gleichnamiges Duett. Dieses Gedicht fand auch Aufnahme in den Film "Stalker" von Andrej Tarkowski.